# ジャハーンギール廟

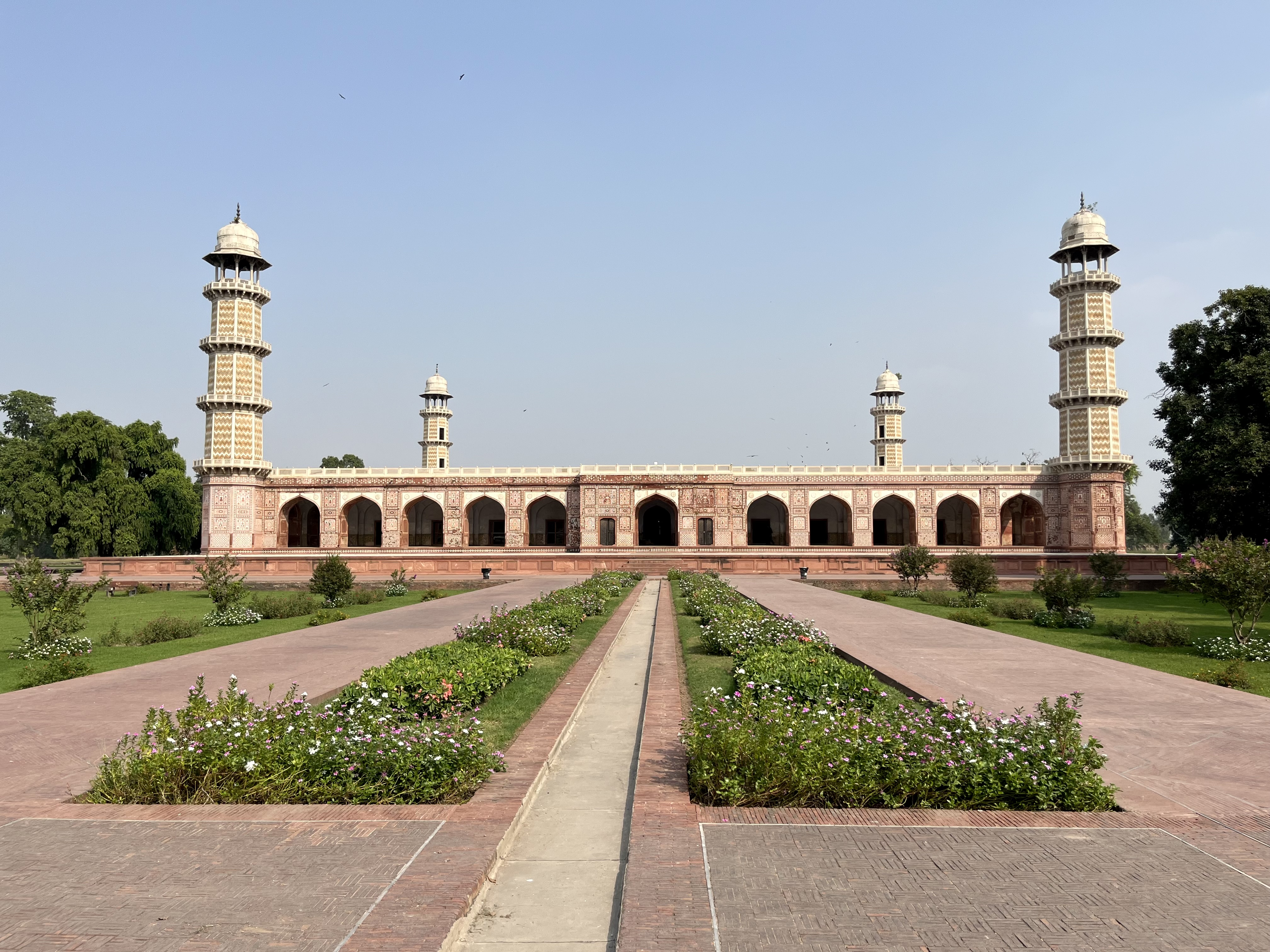
ジャハーンギール廟

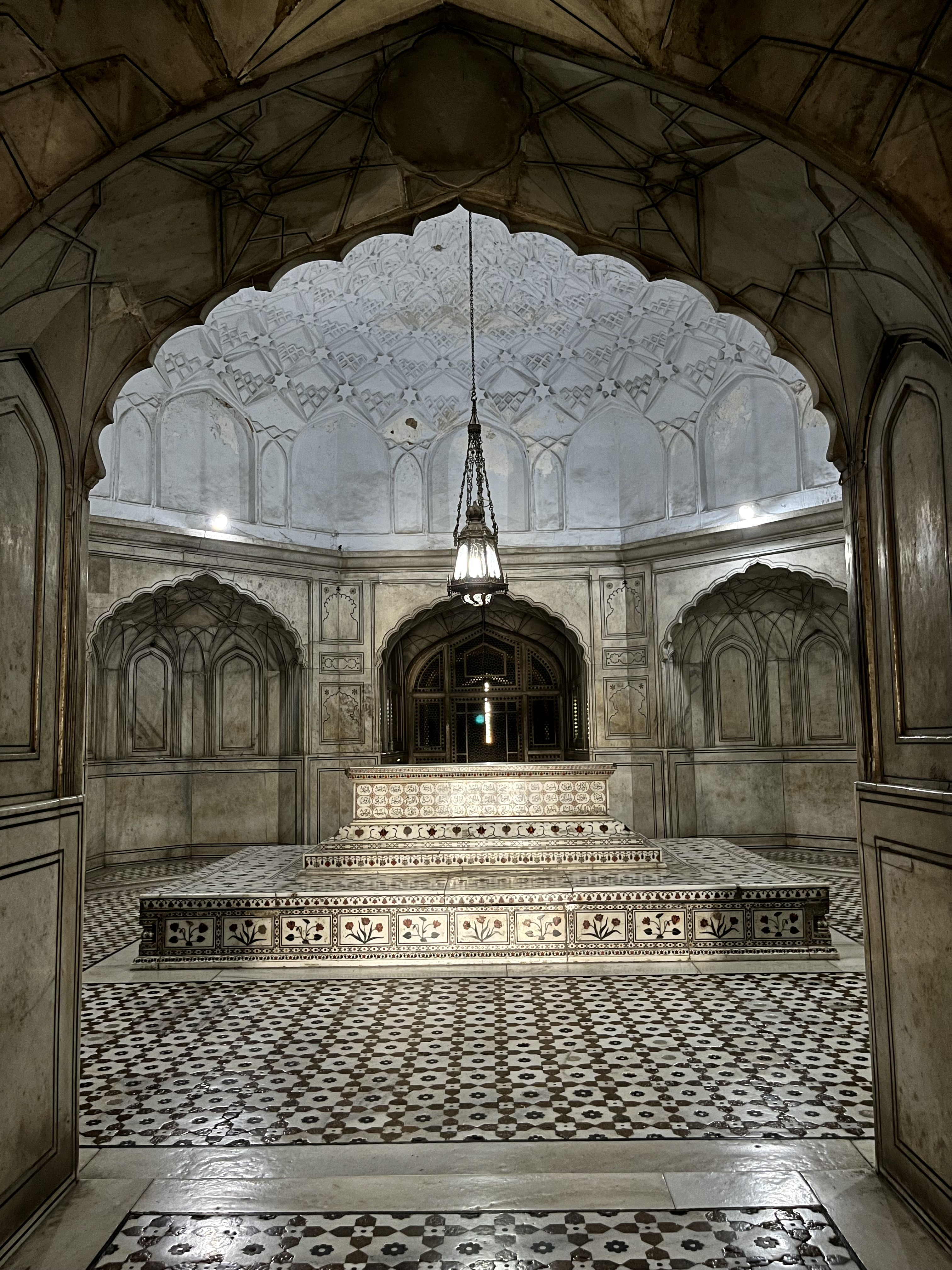
ジャハーンギール廟の内部

ジャハーンギール廟（ジャハーンギールびょう、英語：Tomb of Jahangir）は、パキスタンのパンジャーブ州、ラホール県に存在する墓廟。ムガル帝国の第四代皇帝ジャハーンギールの墓廟である。

## 歴史
1605年、ムガル帝国の皇帝ジャハーンギールが即位したのち、ラホールに建築された。
1627年、ジャハーンギールがラホールで死亡したのち、完成していた廟に埋葬された。